# Stojentin
Stojentin (Stoientin, Stontin, Sztentyn, Schwetzkow odmienny, Wojan odmienny, Wojen) – herb szlachecki używany przez pomorską rodzinę szlachecką, herb własny rodziny Stojentinów.

## Opis herbu
Herb znany był w kilku wariantach. Opisy z wykorzystaniem klasycznych zasad blazonowania:
Stojentin I: Na tarczy dzielonej w skos lewy, w polu prawym, błękitnym, pół jelenia srebrnego wyskakującego, w polu lewym szachownica błękitno-srebrna. W klejnocie nad hełmem na zawoju ogon pawi. Labry błękitne podbite srebrem.
Stojentin Ia: Na tarczy dzielonej w skos lewy, w polu prawym, srebrnym, pół jelenia naturalnego wyskakującego, w polu lewym szachownica błękitno-złota. Klejnot: nad hełmem w koronie ogon pawi. Labry błękitne podbite złotem.
Stojentin Ib: W polu pół jelenia w lewo ponad pięcioma kamieniami (kostkami) w półokrąg. Barwy i klejnot nieznane.
Stojentin II (Schwetzkow, Wojan): Na tarczy dzielonej w skos lewy, w polu prawym, błękitnym, pół jelenia naturalnego wyskakującego, w polu lewym szachownica błękitno-złota. Klejnot: nad hełmem bez korony trzy pióra pawie między sześcioma piórami kogucimi, po trzy na stronę. Labry błękitne podbite złotem.
Stojentin III: Jak powyższy ale w klejnocie trzy pióra strusie.
Stojentin IV: Na tarczy dwudzielnej w pas w polu górnym pół jelenia wspiętego, pole dolne szachowane w sześć rzędów i trzy cegły. Klejnot: nad hełmem bez korony trzy róże na ulistnionych łodygach w wachlarz. Labry. Barwy nieznane.

## Najwcześniejsze wzmianki
Herb w wersji podstawowej najwcześniej umieszczony został na mapie Pomorza Lubinusa z 1618 roku. Następnie wymieniany był przez Ostrowskiego (Księga herbowa rodów polskich, 1897, 1906), tzw. "Nowego" Siebmachera (Der Adel des Königreichs Preußen, 1906), Żernickiego (Der polnische Adel, 1900) i Wincklera (Die Nationalitäten Pommerellens, 1869).
Wersja Ia herbu pochodzi z okładki monografii rodziny Stojentinów z 1895 roku autorstwa Maxa von Stojentin.
Wariant Ib herbu to najstarsza forma herbu Stojentinów, jej godło herbowe pochodzi z pieczęci Jarosława Stojentina (Jerislav Stoientin) przyłożonej na dokumencie z 1453 roku.
Herb Stojentin II to wariant herbu Stojentinów przyjęty przez spokrewnione z nimi rodziny Schwetzkow i Wojan. Wymieniany jest przez "stare" (XVII wiek) i "nowe" wydania Siebmachera (Ausgestorbener Preussischer Adel. Provinz Pommern, 1894) oraz przez Bagmihla (Pommersches Wappenbuch, 1847).
Stojentin III, wymieniany w monografii rodu, miał być używany przez jego członków w XVIII wieku.
Wariant IV to herb z pieczęci Petera Ottona von Stojentina z Pogorzelic, przyłożona na dokumencie z około 1754 roku.

## Herbowni
Stojentin (Stegentin, Stenten, Stentin, Stogentin, Stogentyn, Stoguntin, Stoienthin, Stoientin, Stoientyn, Stoigentin, Stointin, Stoitzin, Stojenthin, Stöjentin, Stojętyn, Stontin, Stouwentin, Stowentyn, Stoyendyn, Stoyenthin, Stoyentin, Stöyentin, Stoyentyn, Stoygentin, Stogyntyn, Stoyntin, Stoyntin, Sztentyn, Szteyentyn, Szteytyn, Stajęcki).
Gałąź tego rodu osiadła w Wąglikowicach przybrała nazwisko odmiejscowe Wąglikowski, które samo następnie występowało z kilkoma przydomkami. Kasper Niesiecki, a za nim inni autorzy, przypisali tej rodzinie podobny do Stojentina herb własny.

### Rodzina Stojentin
Jedna z najstarszych pomorskich rodzin rycerskich. Jej nazwisko pochodzi od wsi Stowięcino. Najdawniej wzmiankowanymi jej członkami byli giermkowie Bertold i Maciej, wymienieni w 1341 roku w ziemi słupskiej. Na początku XVI wieku dość znacznie rozgałęziona rodzina miała liczne dobra w ziemi słupskiej. Rodzina dzieliła się na trzy główne linie, pierwsza na Stowięcinie, druga na Skórzynie i trzecia, założona przez zmarłego w 1519 roku Carstena z Izbicy, z której to linii Karl Ludwig von Stojentin przeniósł się w XVIII wieku do Wrocławia, gdzie jego potomkowie robili kariery urzędnicze.